# Bolestraszyce
Bolestraszyce is een plaats in het Poolse district  Przemyski, woiwodschap Subkarpaten. De plaats maakt deel uit van de gemeente Żurawica en telt 1700 inwoners.